# Bohdan Mazenko
Bohdan Mazenko, ukr. Богдан Мазенко (ur. 18 maja 1996 w Winnicy) – ukraiński siatkarz, grający na pozycji środkowego.
Mistrz sportu Ukrainy. Jego żoną jest ukraińska siatkarka Maryna Mazenko.

## Sukcesy klubowe
Liga ukraińska:
- 2019

Superpuchar Ukrainy
- 2021

Liga bałtycka:
- 2022

Liga estońska:
- 2022